# Château de Brunoy
Le château de Brunoy est une demeure détruite qui était située sur la commune de Brunoy. 
Il possédait de merveilleux jardins "à la Française" et fut la résidence-fétiche du comte de Provence, futur Louis XVIII. Le domaine se composait du "Grand Château" et du "Petit Château", situé de l'autre côté du vallon.

## Histoire

### Avant leXVIIIesiècle
La première version féodale du château date du XIIe siècle : Louis VI Le Gros attribue le domaine à un de ses proches avec la consigne de « surveiller » le comte de Champagne tout proche. Ce nouveau seigneur local prit le nom de son fief, soit « Brunayo ».

### Le château de Jean Pâris de Monmartel
En 1722, le fief de Brunoy est vendu au gardien du Trésor royal, Jean Pâris de Monmartel, l'un des frères Pâris, financiers d'origine pauvre passés tous quatre dans le petit clan des très grosses fortunes grâce, en ce qui concerne Montmartel, à la traite des noirs. 
Ce domaine est érigé en marquisat en 1757.

### Le fantasque marquis de Brunoy
Son fils Armand, marquis de Brunoy, prend la relève à sa mort. Son oncle maternel, Armand-Louis Ier marquis de Béthune-Chabris (Maison de Béthune), organise le mariage d'Armand, le 8 juin 1767, avec Émilie de Perusse d'Escars. Mal accepté par la cour pour son extraction issue d'une récente fortune financière, il finit par s'en retirer, écœuré par l'hypocrisie, pour vivre à Brunoy. Moitié par provocation moitié par goût de sincérité, il entretient un comportement qualifié d'extravagance - mais de toutes les terres environnantes, la sienne est la seule sans crimes car il nourrit ses pauvres en abondance, prodigalité que ses pairs et sa famille lui reprochent. Il travaille avec ses ouvriers, autre extravagance, à rehausser le château d'un étage.
C’est à cette époque que le château féodal qui borde l’Yerres atteint la munificence : une aile y est ajoutée, les appartements richement décorés et les grandes eaux de Brunoy sont créées sur la pente qui va du plateau de la forêt de Sénart vers l’Yerres. Les eaux viennent à la fois de la forêt elle-même et de l’Yerres grâce à un système de pompes. Le parc comporte plusieurs bassins, des massifs de fleurs, des statues, un long canal et une cascade, animée grâce à la machine de Laurent. Les visiteurs sont nombreux : Louis XV, la marquise de Pompadour séjournent à Brunoy.
Armand décore très richement l'humble église de Brunoy, entre autres objets superbes d'un dais de métal que Louis XV avait admiré mais refusé d'acheter - après l'avoir retenu pour l'église de Choisy - car il le trouvait trop cher. Armand ne fait pas que nourrir les pauvres et décorer l'église (ce qui met les prêtres de son côté malgré la provocation) : il dépense l'argent sans compter - mais cela, seule sa famille le lui reproche. Entre autres nombreux exemples, à la mort de son père il drape château et ville de noir : domestiques, château, arbres, fontaines et canal coulant de l'encre, chevaux. 
En 1770 sa mère fait nommer quatre avocats pour former un conseil, mais cet acte n'est pas appliqué. En juin 1772 il décore entièrement et fastueusement le village sous prétexte d'une procession religieuse le jour de la Fête-Dieu, imitant les fastes absurdes des fêtes de cour - appliqués à un village. Par ailleurs il se rapproche fort des ecclésiastiques, du moins de ceux qui sont pauvres, qu'il nourrit comme les autres gens de son domaine (c'est-à-dire bien nourris), comptant sur ces liens pour défendre sa position - car il sait qu'il va droit à la confrontation. Sa mère meurt. Sa famille, notamment les Béthune et d'Escars, qui veulent son argent, complote avec le comte de Provence qui lui convoite le château. Car il a pour voisin Monsieur, futur Louis XVIII, qui possède Gros-Bois à partir de 1776, et qui lorgne sans vergogne le château de Brunoy. Les comploteurs prennent le prétexte de l'extravagante procession de la Fête-Dieu, qui a eu un retentissement européen, pour le convoquer devant le tribunal du Châtelet. 
Dès qu'il a vent de ce fait, Armand décide de "finir en beauté" et convoque une croisade - grande réunion tapageuse à Brunoy - pour laquelle le roi interdit que l'on signe les passeports mais qui fait également grand bruit dans les cours. Le 15 septembre 1772 il comparaît devant le lieutenant civil du Châtelet, qui l'interdit (avec confiscation des biens à la clé, château attribué au comte de Provence) sans autre justification que la pression de sa famille et de ses pairs ; il en appela au parlement, qui cassa le jugement du Châtelet. 
De retour à Brunoy, il eut le malheur de trop boire et de se faire abuser en signant dans cet état un acte de cession de Brunoy en faveur de Monsieur, qui acquit ainsi le château convoité en 1774. Il alla à son château de Varise, d'où une lettre de cachet le tira pour le faire emprisonner, cloîtré sur Saint-Germain-en-Laye au prieuré des Génovéfains d'Elmont puis aux Loges où il mourut en mars 1781 à 33 ans.

### Le comte de Provence et son théâtre
Louis Stanislas Xavier, comte de Provence, frère du roi Louis XVI, et futur Louis XVIII y reçut plusieurs fois Marie-Antoinette. Monsieur résida au Petit Château qu’il transforma en une belle demeure (actuelle école rabbinique), selon son goût. Surtout, il fit construire un grand théâtre, où il fit représenter des pièces au répertoire scabreux.  
Jules-David Cromot du Bourg (1725-1786), surintendant des finances et bâtiments de Monsieur, est gouverneur du château de Brunoy. Son fils Maxime de Cromot du Bourg lui succède dans cette charge de 1786 à 1790.
Un édit donné à Versailles en 1777 érigeait la seigneurie de Brunoy en duché-pairie, mais il ne fut pas exécuté.
En 1780, une crue emporta le pont, qui fut reconstruit par un architecte de renom, Jean-Rodolphe Perronet. 
Monsieur et son frère le Roi aimaient chasser en forêt de Sénart et Soufflot fut chargé d’y construire un obélisque, la Pyramide actuelle.

### La destruction et le démantèlement
Après la Révolution, le Grand Château fut rasé et le domaine démantelé; Brunoy attira alors des personnages célèbres, tel l’acteur François-Joseph Talma (venu à Brunoy comme dentiste). 

### De nos jours
Une petite partie des anciens jardins du château a été restaurée, mais l'urbanisation de Brunoy a morcelé l'ensemble des anciens jardins.
Il reste quelques anciennes dépendances du château, à savoir : 
- l'ancienne orangerie, située à l’angle de la rue Monmartel et de la rue du Pont Perronet (côté rivière) ;
- l'ancienne conciergerie, que l’on peut seulement apercevoir à partir de l’entrée du moulin (propriété privée non visitable) ;
- toute la barre de bâtiments qui ferme la  face Sud de la place Saint-Médard représentent les communs du château reconstruit vers 1730 par l’architecte Jean Mansart de Jouy (petit-fils de Jules Hardouin-Mansart). De l'ensemble original il ne reste que deux bâtiments à peu près intacts aux deux extrémités : à l'angle de la place, face à l’église et à l’autre bout, à droite d’un porche qui permet l’accès à une cour intérieur. Les autres bâtiments ont été plus ou moins modifiés ;
- l'ancienne boulangerie, au no 11 de la rue du Réveillon ;
- l’ancienne bergerie, partie de la ferme seigneuriale, au 19 de la rue du Réveillon.

## Description détaillée du domaine

### Le Petit Château
Sur le coteau qui longe la rive gauche de l’Yerres, entre les rues du Petit Château, des Glaises et des Godeaux, s’étendait au XVIIe siècle un domaine qui appartient successivement à plusieurs hauts personnages gravitant dans l’entourageroyal. 
Les embellissements effectués par Jean-Baptiste Brunet, garde du Trésor royal et son fils Pierre, Président de la Chambre des Comptes, en avaient fait un ensemble tout à fait remarquable qui s’étendait, avec son parc et ses jardins, sur une vingtaine d’hectares, et avait inspiré des vers dithyrambiques à l’abbé Maumeret dans le numéro de juin 1700 du Mercure Galant.
Une paire d'encoignures de Jean-François Leleu, commandée pour le Grand Château avant 1781, a figuré dans une vente publique à Neuilly-sur-Seine le 19/12/2007 (reprod. coul. dans "La Gazette de l'Hôtel Drouot", n°34 - 2/11/2007, p. 9). 
Une commode de style Transition du même ébéniste, également commandée pour le château et restée dans la famille de son acquéreur depuis la vente mobilière de 1792 fut vendue par Mes Picard/Audap/Solanet et associés à Drouot-Richelieu le 20/12/ ? (reprod. coul. dans "La Gazette de l'hôtel Drouot).
En 1774 le Comte de Provence se portait acquéreur du Petit Château, le choisissait comme sa résidence préférée à Brunoy  - il possédait aussi le Grand - et confiait à son architecte Chalgrin le soin d’y réaliser un certain nombre de transformations. Contrairement au Grand Château, le Petit ne fut pas entièrement démoli à la Révolution de 1789 : il en subsista l’aile Est et une partie des dépendances. 
Au début du XXe siècle, il fut habité par Josepha Gutierrez de Estrada, petite-fille du général San Martin. 
Le Petit Château, conservé après transformations, est occupé par une institution israélite, "Yeshiva Brunoy".  
Au Musée de Brunoy, on peut voir un tableau de Jean-Baptiste Génillon (vers 1785) qui donne une très belle vue du Petit Château au temps du Comte de Provence.

### Les jardins
Les jardins de Brunoy étaient d'une grande magnificence. Ils étaient considérés, non pas pour le site encaissé dans une vallée, mais pour la richesse des jets d'eau, et des cascades. Le Petit château disposait également d'un élégant parterre. Deux grands réservoirs étaient situés sur les hauteurs pour alimenter les cascades. 
Une Manière de montrer Brunoy a également été rédigée, à l'imitation des Manière de montrer les jardins de Versailles et de la Manière de montrer Meudon. 

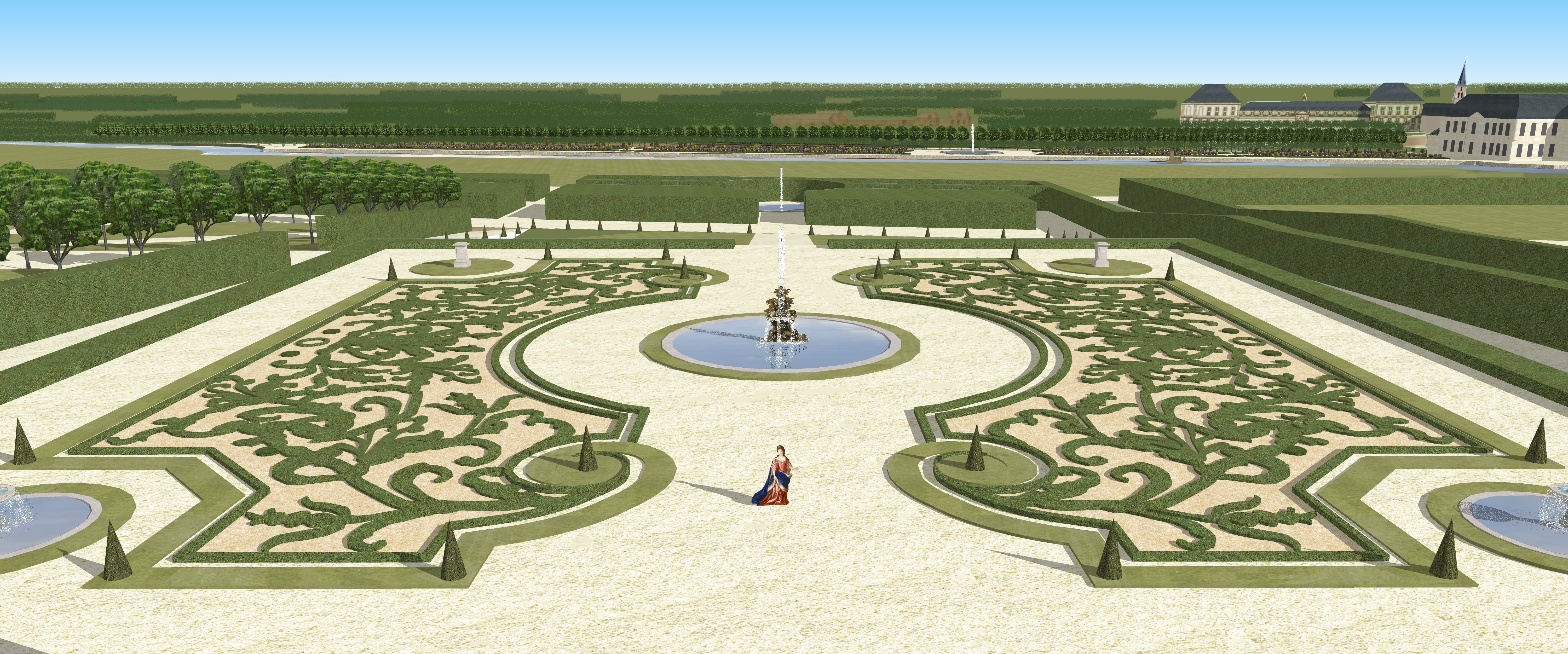
Restitution de la vue depuis le balcon du premier étage du Petit château de Brunoy, vers 1750.
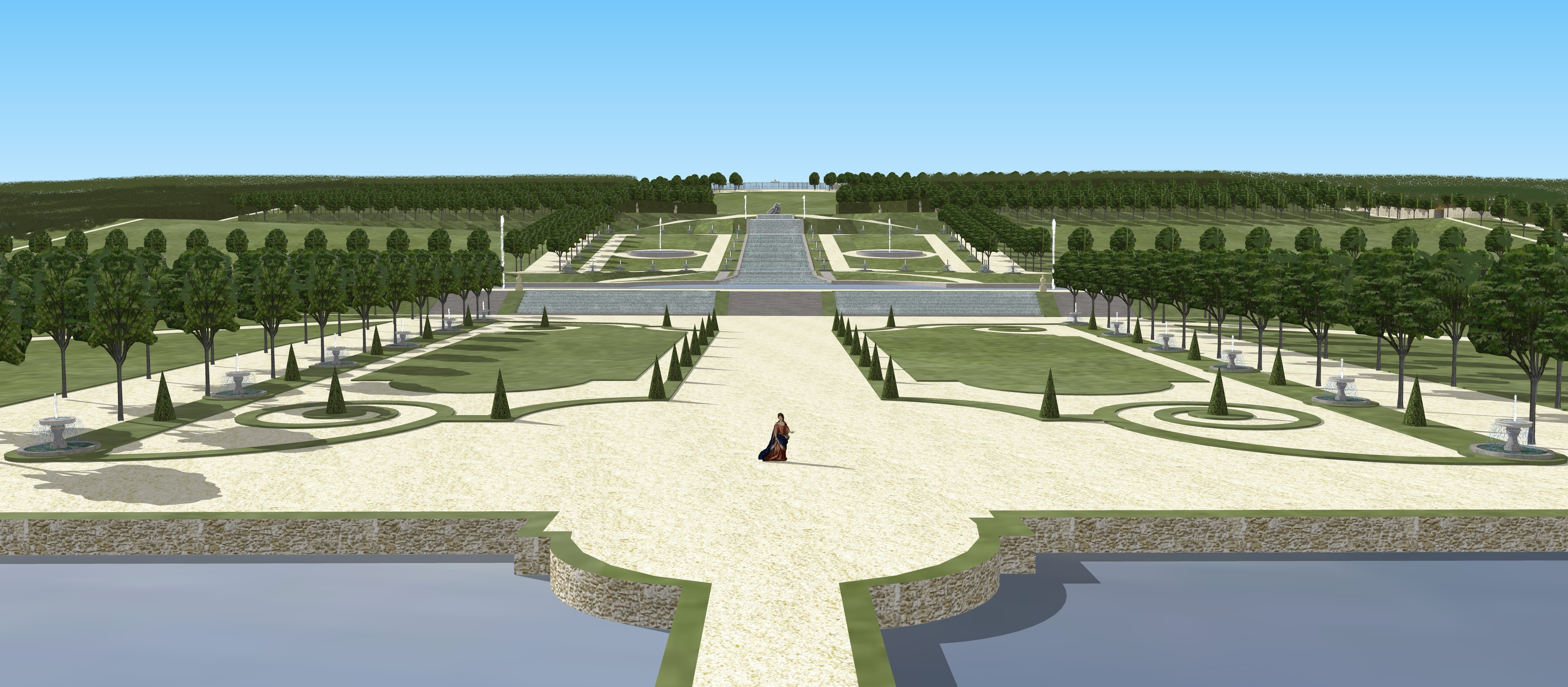
Point de vue depuis le premier étage du grand château de Brunoy sur les jardins au milieu du XVIIIe siècle.
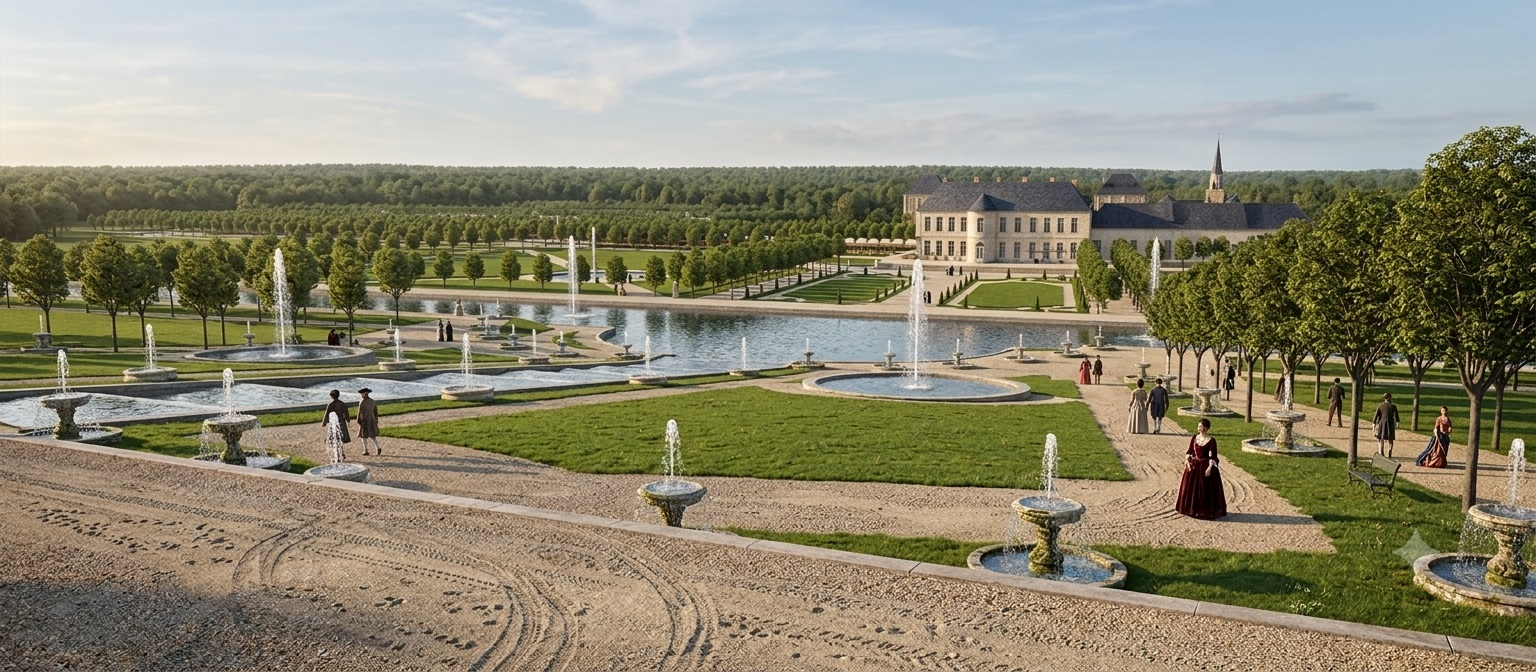
Vue depuis le haut des cascades de Brunoy au XVIIIe siècle
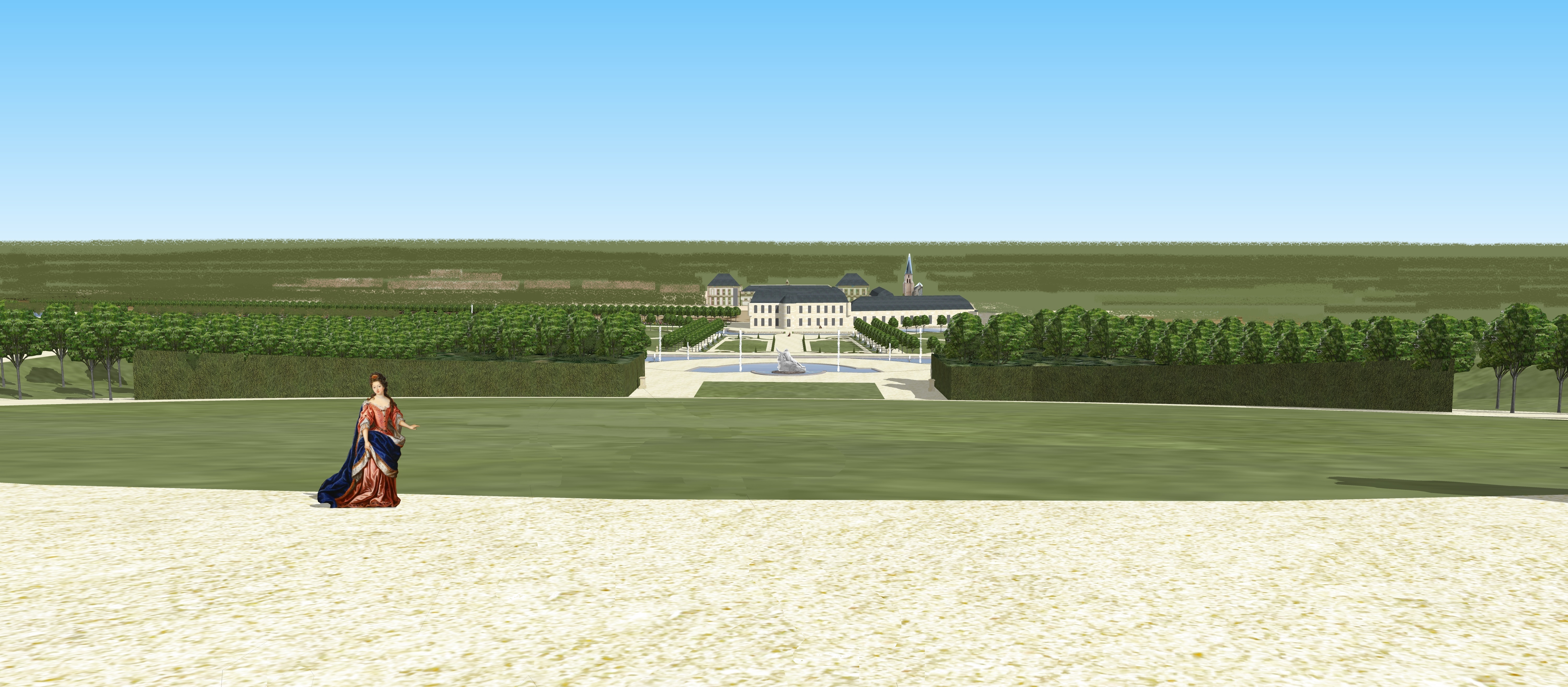
Vue depuis la grille de la grande perspective du château de Brunoy au XVIIIe siècle.
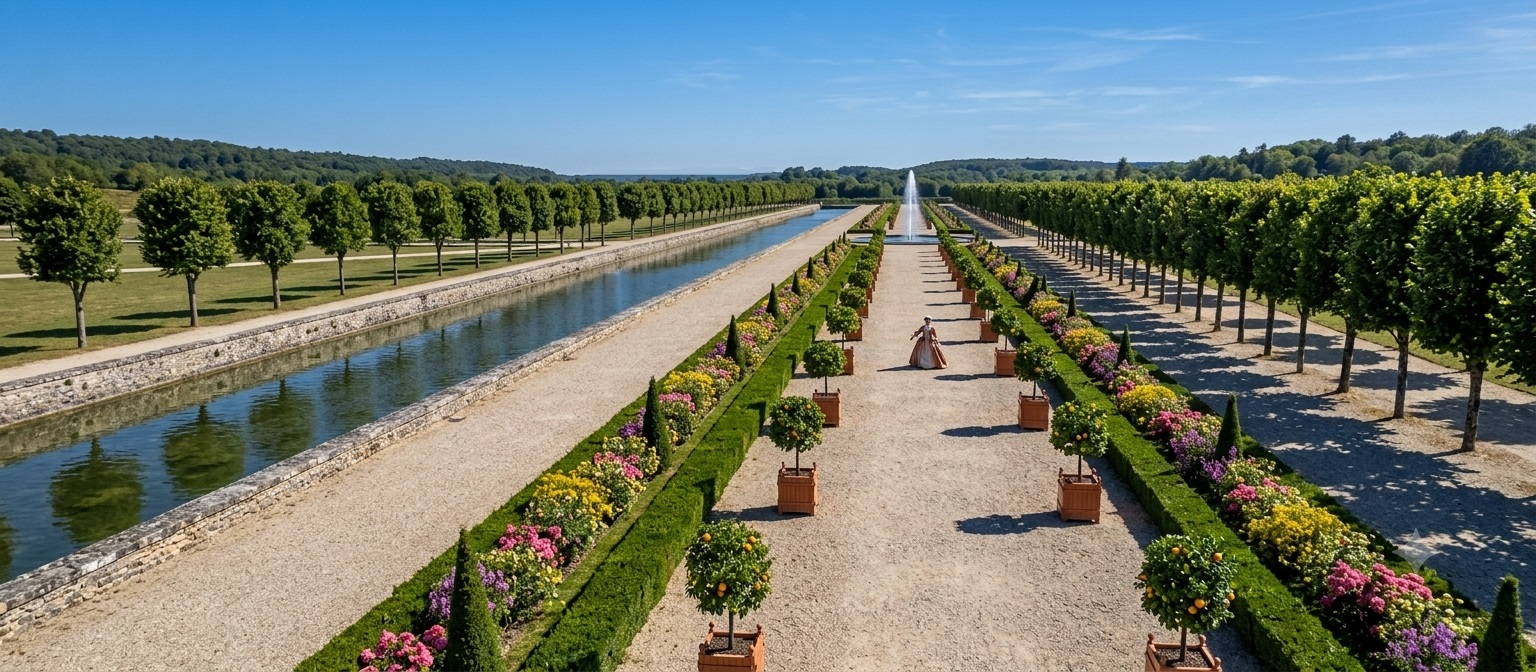
Restitution du parterre nord du château de Brunoy, vers 1785. Vue depuis le premier étage du grand château.